# Ford Belina
A Belina foi um automóvel fabricado pela Ford, na versão station wagon. Lançada em 1970 e descontinuada em 1991, ela era pertencente a família do Corcel (1970-1986), que era chamada de Belina, e a família Del Rey, na qual era chamada de Scala (1986-1991).

## Belina I

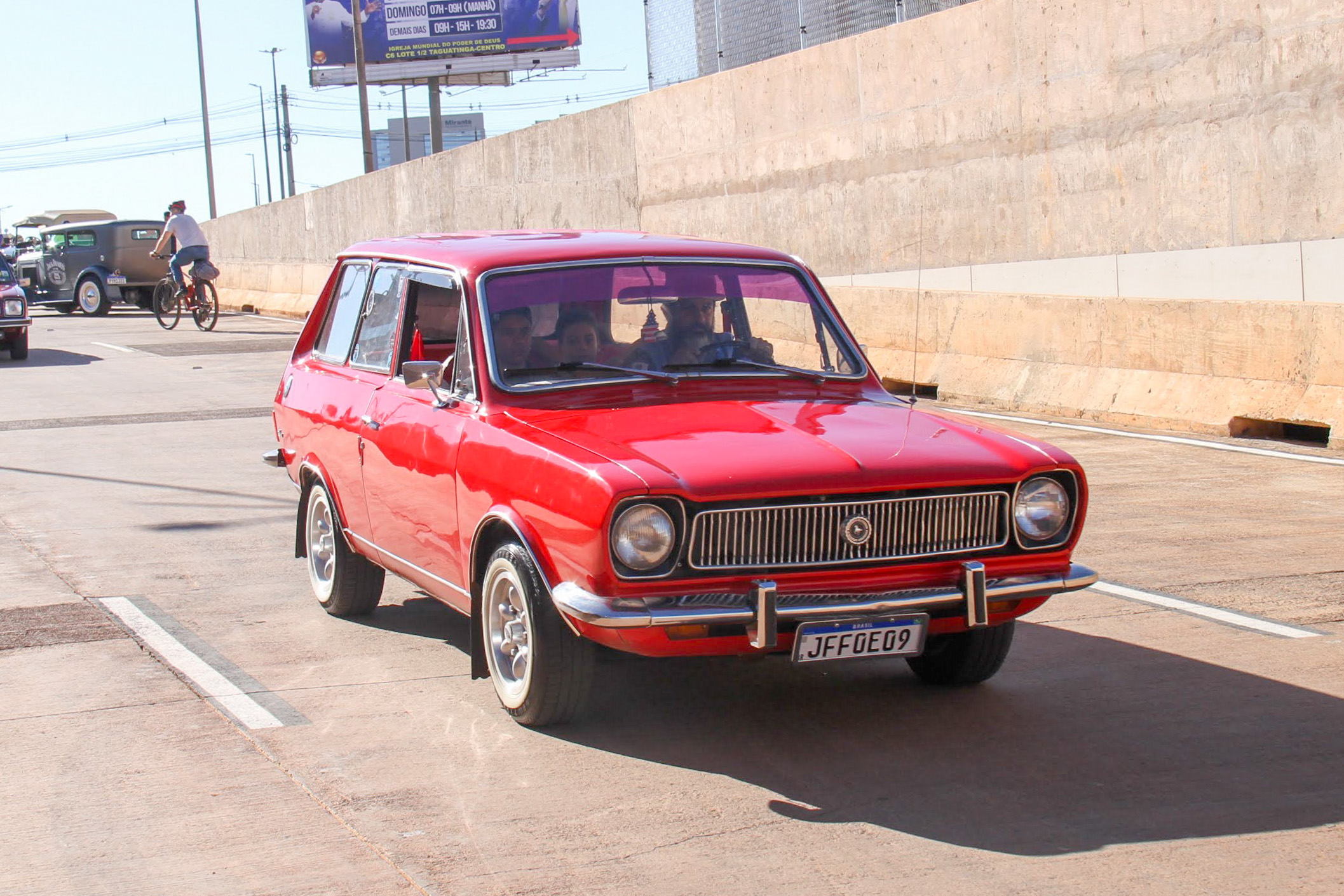
Ford Belina 1973. Esse design foi lançado em 1973 e substituído em 1975.

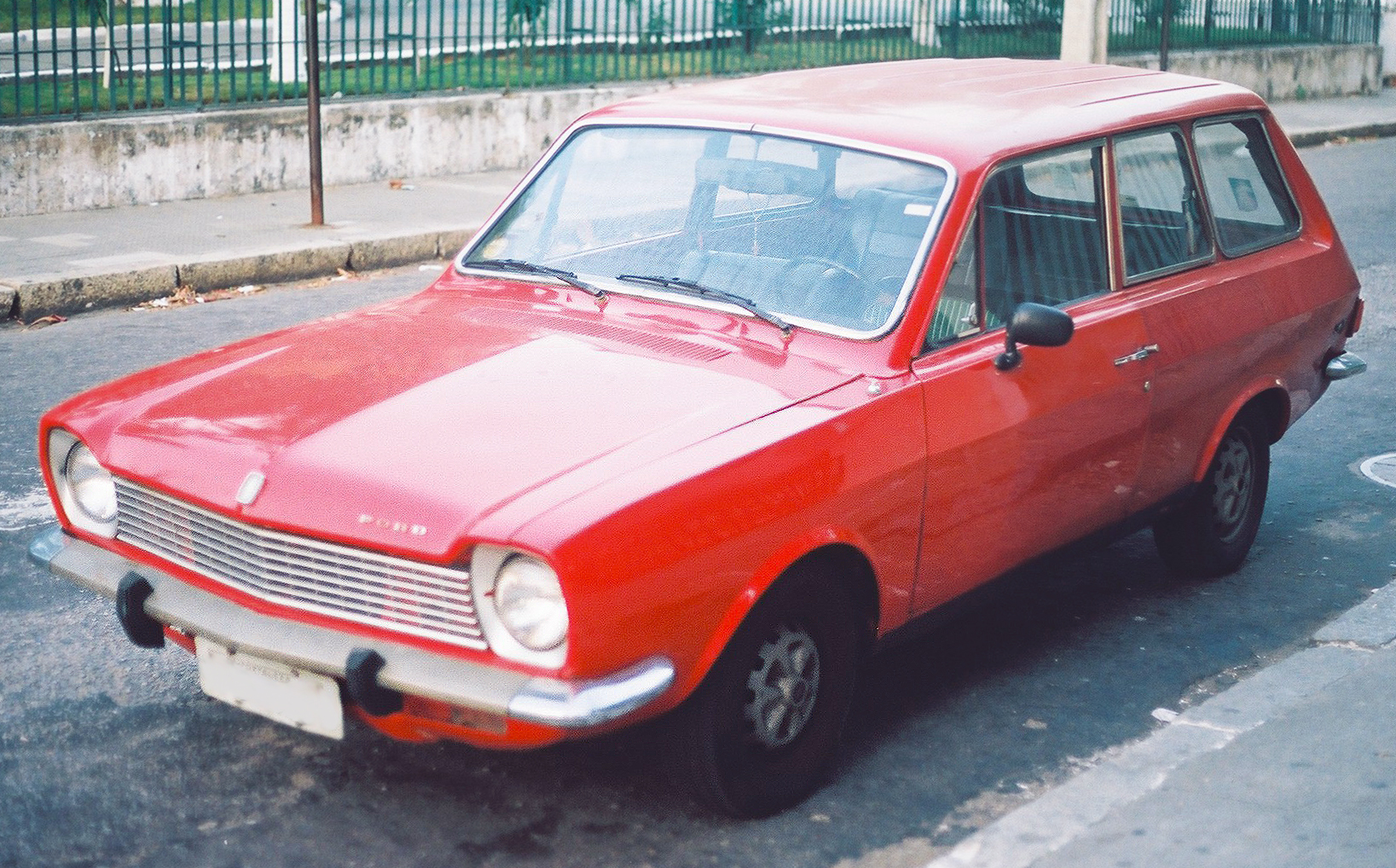
Ford Belina com o design lançado em 1975.

Durante a elaboração do projeto M (mais tarde batizado Corcel) em parceria com a Renault, a Willys-Overland do Brasil estudava o projeto de uma perua/furgoneta para ocupar o nicho de mercado deixado pelo fim da DKW-Vemag Vemaguet em 1967. Ao mesmo tempo a Volkswagen do Brasil trabalhava em projeto similar, a perua Variant. Após a compra da Willys do Brasil pela Ford, o projeto M continuou a ser desenvolvido. Em 26 de agosto de 1968 o projeto M foi apresentado no Clube Pinheiros em São Paulo durante a convenção de revendedores Ford-Willys. Batizado Corcel, o novo veículo estava sendo lançado no mercado para competir com o VW Fusca. No mesmo evento, a Ford apresentou o protótipo de uma perua Corcel  Em setembro de 1968 o primeiro protótipo da perua Corcel era visto circulando nos arredores da fábrica em São Bernardo do Campo em testes.
A Ford chegou a transportar uma perua protótipo para seu estande no VI Salão do Automóvel de São Paulo, com sua direção indecisa quanto a exibição do modelo. No fim, a perua acabou não sendo exibida. Ao invés do lançamento, a Ford optou por realizar mais testes de dois modelos: de duas e quatro portas (nunca adotado para produção em série). Os testes foram realizados por todo o ano de 1969 na Estrada Velha de Santos. Apesar de pronto em 1969, o Ford Belina teve seu lançamento atrasado após engenheiros da Ford temerem que a tração dianteira .fosse insuficiente para impulsionar a perua. Esse temor só foi descartado após o resultado satisfatório da traçaão dianteira nos testes.
O Ford Belina foi lançado no mercado em 3 de março de 1970, cerca de três meses depois da Volkswagen Variant.  Após o lançamento de Variant e Belina, VW e Ford iniciaram uma “guerra publicitária” no mercado de peruas (com a Ford chamando a Belina de "Station Wagon" inicialmente por conta da palavra perua remeter popularmente ao Volkswagen Kombi), com cada fábrica enaltecendo seu produto e criticando o concorrente. Ao final prevaleceu a montadora alemã com o argumento da mecânica simples e robusta do motor a ar (o mesmo do Volkswagen Fusca). Assim a produção da Variant era cerca de seis vezes maior que a da Belina.
Em um dos primeiros testes realizados pela imprensa, foi notado um desgaste incomum dos pneus dianteiros da Belina. Posteriormente foi descoberto um erro no ajuste da suspensão dianteira da linha Corcel-Belina que obrigou a Ford a convocar todos os proprietários dos veículos da linha Corcel-Belina fabricados entre 1969 e 1970 a comparecer nas concessionárias Ford para que a suspensão fosse reajustada. Apesar de não exigir troca de peças, esse foi considerado o primeiro recall do Brasil.
A má fama trazida pelo problema afetou a produção da Belina, que passou de 7831 (1970) para 5306 (1971) veículos. A queda na produção obrigou a Ford a investir no relançamento da linha Corcel-Belina em 1972. A principal mudança para a Belina foi a adoção do motor XP de 75 HP, substituindo o original de 68 HP. A produção de caminhonetas de uso misto (incluindo peruas) foi incentivada pela aceitação do mercado. Entre o primeiro trimestre de 1973 e o de 1975 houve um crescimento de 26% na produção de caminhonetas de uso misto (incluindo peruas) enquanto a produção de automóveis no país caiu 3,9%.
Em 1973 a produção atingiu quase treze mil exemplares. A Belina passou por um período de crescimento na produção que não se alterou mesmo com o lançamento do Chevrolet Caravan no mercado em 1975.  Derivada do Opala, a perua Caravan passou a competir com a Belina pelo mercado. Assim a Ford adotou uma segunda reestilização na Belina em 1975, com alteração da frente e melhorias no design e a adoção de amortecedor à gás como suporte da tampa do porta-malas em lugar do amortecedor de mola obsoleto que empregava. A chegada da Caravan e o lançamento da Belina remodelada pressionaram a Variant, que passou a perder mercado até sair de linha em 1977. Ao mesmo tempo o projeto da Belina, derivado do Corcel, estava sentindo o peso da idade (dado que era da década de 1960) e necessitava de substituição. Enquanto a nova linha era projetada, a Belina ganhou a versão LDO (Luxuosa Decoração Opcional) na Linha 1976.
| Produção do Ford Belina I (1970-1977)                     | Produção do Ford Belina I (1970-1977) | Produção do Ford Belina I (1970-1977) | Produção do Ford Belina I (1970-1977) | Produção do Ford Belina I (1970-1977) | Produção do Ford Belina I (1970-1977) | Produção do Ford Belina I (1970-1977) | Produção do Ford Belina I (1970-1977) |
| 1970                                                      | 1971                                  | 1972                                  | 1973                                  | 1974                                  | 1975                                  | 1976                                  | 1977                                  |
| --------------------------------------------------------- | ------------------------------------- | ------------------------------------- | ------------------------------------- | ------------------------------------- | ------------------------------------- | ------------------------------------- | ------------------------------------- |
| 7 831                                                     | 5 306                                 | 9 507                                 | 12 811                                | 15 167                                | 17 375                                | 20 458                                | 13 518                                |
| Fontes: Anfavea/Ford/Quatro Rodas 1972, 1974, 1976 e 1978 |                                       |                                       |                                       |                                       |                                       |                                       |                                       |

## Belina II
Com o lançamento do Chevrolet Chevette no Brasil (e a expectativa de um lançamento da futura perua derivada ), o anúncio da chegada da FIAT ao Brasil e o anúncio do lançamento do Dodge 1800, a Ford passou a estudar mudanças na linha Corcel. Herdado da aquisição da Willys-Overland do Brasil, o Corcel era um projeto da Renault do anos 1960 já pronto quando foi assumido pela Ford. No final de 1973 a multinacional americana realizou o primeiro estudo de reestilização do Corcel. A Belina, no entanto, não estava inicialmente contemplada por conta da concorrência dela ser limitada ao Variant. Isso mudou posteriormente com a chegada da Chevrolet Caravan e rumores da produção de uma perua Dodge (que acabou não sendo lançada) e da perua Chevette. A Belina reformulada apareceu pela primeira vez na imprensa em outubro de 1976, num flagrante da revista Quatro Rodas.
No final de 1977 a Ford lançou a nova linha Corcel/Belina. No mesmo período, a Volkswagen lançou a Variant II para concorrer com a Belina. Em janeiro de 1978 durante um dos primeiros testes realizados entre as peruas Belina, Caravan e Variant II, a Belina foi considerada a mais econômica, característica que acompanhou o modelo até o fim de sua produção. Em julho de 1978 a Ford estudou a incorporação de um modelo quatro-portas da Belina, porém pela segunda vez em sua história acabou não adotado.

### Versão a Álcool
Com a Segunda Crise do Petróleo, o governo brasileiro lançou o Programa Nacional do Álcool em 1975. A Ford passou a testar toda a sua linha de produtos com motor movido a álcool, visando atingir até 25% do mercado nacional de veículos a álcool. As primeiras peruas Belina a álcool foram introduzidas em 1979. A Ford apresentou a linha a álcool oficialmente em 7 de janeiro de 1980 no Campo de Provas de Tatuí. Os primeiros resultados indicaram uma potência 10% superior, porém com um consumo de combustível 20% maior.
Embora tenha sido a última das quatro grandes montadoras instaladas no país a lançar um veículo movido a álcool (atrás de FIAT, Volkswagen e General Motors), a Ford investiu de forma maciça nessa alternativa. Entre 1982 e 1989 a grande maioria das Belinas produzidas era movida a álcool, com motor CHT. Com a entrada da Ford na Autolatina, a Belina passou a ser oferecida com o motor Volkswagen AP gasolina.
| Produção do Ford Belina II por tipo de combustível (1977-1991) | Produção do Ford Belina II por tipo de combustível (1977-1991) | Produção do Ford Belina II por tipo de combustível (1977-1991) |
| Ano                                                            | Gasolina                                                       | Etanol                                                         |
| -------------------------------------------------------------- | -------------------------------------------------------------- | -------------------------------------------------------------- |
| 1977                                                           | 5 733                                                          | 0                                                              |
| 1978                                                           | 30 791                                                         | 0                                                              |
| 1979                                                           | 37 068                                                         | 165                                                            |
| 1980                                                           | 28 110                                                         | 11 385                                                         |
| 1981                                                           | 11 830                                                         | 9 229                                                          |
| 1982                                                           | 9 928                                                          | 15 104                                                         |
| 1983                                                           | 888                                                            | 24 299                                                         |
| 1984                                                           | 175                                                            | 18 739                                                         |
| 1985                                                           | 128                                                            | 19 131                                                         |
| 1986                                                           | 306                                                            | 8 892                                                          |
| 1987                                                           | 198                                                            | 12 189                                                         |
| 1988                                                           | 766                                                            | 18 553                                                         |
| 1989                                                           | 4 624                                                          | 15 170                                                         |
| 1990                                                           | 10 819                                                         | 1 780                                                          |
| 1991                                                           | 1 594                                                          | 474                                                            |
| Total                                                          | 142 958                                                        | 155 110                                                        |

### Del Rey Scala
Em junho de 1982 o Corcel II era o veículo mais vendido da Venezuela quando a Ford lançou o Del Rey naquele país (importado sob regime CKD)  e anunciou a produção de uma versão especial da Belina. O sucesso da perua na Venezuela incentivou a Ford a incorporar a Belina na linha Del Rey. Batizada Del Rey Scala, a nova perua era apenas uma versão mais bem equipada da Belina. Com o lançamento da Scala, em 18 de abril de 1983, a Ford tinha como objetivo incorporar um modelo de luxo para competir com a Chevrolet pelo segundo lugar nas vendas de veículos no Brasil.
Disponível em uma única versão: Ouro. Com acabamento superior, introduziu equipamentos inéditos à categoria: travas e vidros elétricos, console de teto com relógio digital, luzes de leitura e um painel que trazia até manômetro de pressão do óleo. O ar-condicionado era opcional. Inicialmente, a direção hidráulica não era oferecida, nem como opcional. Era equipada com motor 1.6 de 69 cv. Em 1984 recebeu freios a disco ventilados na dianteira e sua potencia aumentou um pouco: 73 cv.
Em 1985 recebeu um facelift, como nova frente e mudanças no interior. Passou a ser oferecida em duas versões: GLX e Ghia. Em 1986 recebeu direção hidráulica e motor CHT E-Max.
Com o ingresso da Ford na  joint venture Autolatina, a Scala foi descontinuada.
| Produção do Ford Del Rey Scala por tipo de combustível (1983-1986) | Produção do Ford Del Rey Scala por tipo de combustível (1983-1986) | Produção do Ford Del Rey Scala por tipo de combustível (1983-1986) |
| Ano                                                                | Gasolina                                                           | Etanol                                                             |
| ------------------------------------------------------------------ | ------------------------------------------------------------------ | ------------------------------------------------------------------ |
| 1983                                                               | 42                                                                 | 3 651                                                              |
| 1984                                                               | 33                                                                 | 2 425                                                              |
| 1985                                                               | 9                                                                  | 3 645                                                              |
| 1986                                                               | 0                                                                  | 2 726                                                              |
| Total                                                              | 84                                                                 | 12 447                                                             |

### Belina 4x4

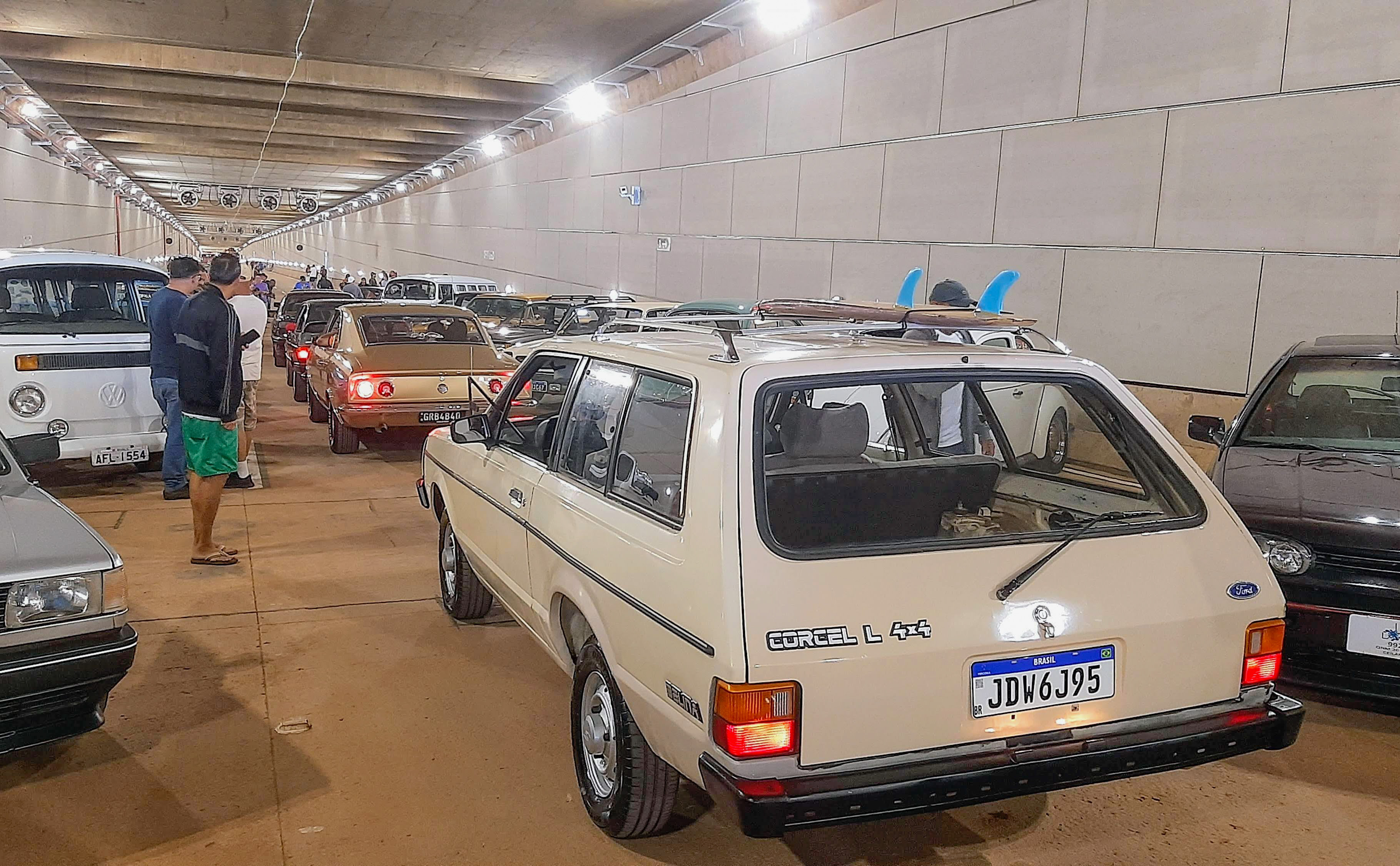
Um raro exemplar do Ford Belina 4x4, ano 1986.

Em 1978 a Ford lançou o projeto BETA que visava o desenvolvimento de uma pick-up, um furgão e um veículo utilitário com base na plataforma do Corcel II. Enquanto o projeto da pick-up resultou no Ford Pampa, lançado apenas em 1982 (por conta da crise econômica vivida pelo Brasil na época), o lançamento de um veículo utilitário visava a substituição do jipe Willys. Batizado pela imprensa especializada de Jampa (Jeep+Pampa), o projeto da Ford foi baseado no chassi do Corcel II e chegou a ter um protótipo construído, baseado levemente no Ford Bronco. Apesar dos testes conduzidos, a Ford optou por cancelar o “Jampa” em 1983.
No entanto, o conhecimento adquirido com o “Jampa” foi aplicado no projeto de uma versão 4x4 da Belina. Lançada em 1985, a Belina 4x4 foi o primeiro veículo utilitário  de uso misto com tração nas quatro rodas. O sistema 4x4 da Belina possuía diversas falhas, evidenciadas no teste de 50 mil quilômetros da revista Quatro Rodas quando o sistema de tração sofreu diversas quebras após 10 mil quilômetros até ser desativado. A principal delas era a falta de um diferencial central. Outro problema era a limitação do uso do sistema em pisos com pouca aderência, em linha reta e a velocidade máxima de 60 km/h. O uso da tração 4x4 sem obedecer a essas recomendações presentes no manual do veículo ocasionava falhas graves e danos irreversíveis ao sistema de tração. Com isso, a versão 4x4 foi descontinuada em 1987, com cerca de 600 exemplares construídos.

### Autolatina e o fim

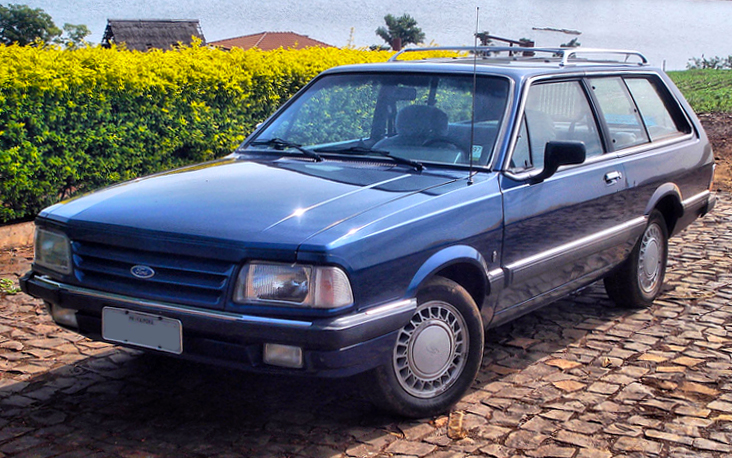
Ford Del Rey Belina 1990.

Em 1986 a Ford retirou de linha o Corcel. Apesar de ameaçadas, as linhas Pampa e Belina continuaram em produção. Ao mesmo tempo, a Ford do Brasil anunciou um acordo de joint-venture com a Volkswagen do Brasil e formaram a Autolatina. Aos poucos Ford e Volkswagen passam a compatibilizar seus produtos, com a Ford cancelando o projeto "Omega", que substituiria as linhas Del Rey-Belina. Temendo perder mercado para as peruas Quantum e Parati da Volkswagen, a Ford mantém a velha Belina em produção enquanto os projetos da nova perua Autolatina estão atrasados.
A Belina ganha nova motorização em 1988, quando o motor VW AP foi disponibilizado pela Volkswagen. Isso fez com que a produção da Belina se mantivesse alta. Entre 1988 e 1989 a Belina era a segunda perua mais produzida do Brasil, superando modelos mais avançados como a FIAT Elba e VW Quantum. Com o desenvolvimento da perua Autolatina, a Ford inicia o plano de desativação gradual da linha Belina, com uma redução na produção.
Naquele momento, as vendas da Belina representavam metade da família Del Rey.
No entanto a produção da Ford foi fortemente afetada por greves de operários após o fracasso dos planos Verão e Collor I. Em junho de 1990 a Ford entrou em greve. O auge desse movimento ocorreu em 20 de julho de 1990 quando operários descontentes com a Ford (que suspendeu o pagamento dos salários dos nove mil funcionários da fábrica de São Bernardo para acabar com a greve) e com Sindicato dos Metalúrgicos do ABC iniciaram um Tumulto e depredaram as instalações da fábrica de São Bernardo do Campo, incendiando e destruindo veículos recém produzidos e particulares de outros funcionários, invandindo o setor de recursos humanos e ameaçando os funcionários administrativos da empresa enquanto outros funcionários se refugiavam em outras alas da fábrica. A Ford solicitou auxilio das autoridades, que enviaram duzentos e cinquenta homens da Polícia Militar para debelar o conflito. Após o tulmulto, a Ford demitiu cem funcionários por justa causa e proibiu a entrada da comissão de fábrica do Sindicato em suas plantas. A greve durou cinquenta dias e trouxe um prejuízo de 300 milhões de dólares para a Ford.
O prejuízo na produção da fábrica foi tamanho que foram produzidas 12599 unidades da Belina em 1990 (queda de quase 36% em relação ao ano anterior). Em julho de 1991 foi comercializada a última Ford Belina, encerrando-se a linha de produção da perua após vinte e um anos. Enquanto esteve em produção, a Ford Belina teve como concorrentes as peruas Variant (1969-1977), Variant II (1978-1982) e Parati (1982-2012) da Volkswagen, Panorama (1980-1986) e Elba (1985-1996), da FIAT e Caravan (1975-1992), Marajó (1980-1989) e Ipanema (1989-1997), da Chevrolet. 
A Belina foi substituída pela Ford Royale, lançada em maio de 1992.
| Produção do Ford Belina II (1987-1991) | Produção do Ford Belina II (1987-1991) | Produção do Ford Belina II (1987-1991) | Produção do Ford Belina II (1987-1991) | Produção do Ford Belina II (1987-1991) |
| 1987                                   | 1988                                   | 1989                                   | 1990                                   | 1991                                   |
| -------------------------------------- | -------------------------------------- | -------------------------------------- | -------------------------------------- | -------------------------------------- |
| 12 387                                 | 19 319                                 | 19 672                                 | 12 599                                 | 2 068                                  |
| Fontes:Ford/Quatro Rodas               |                                        |                                        |                                        |                                        |

## Motorização

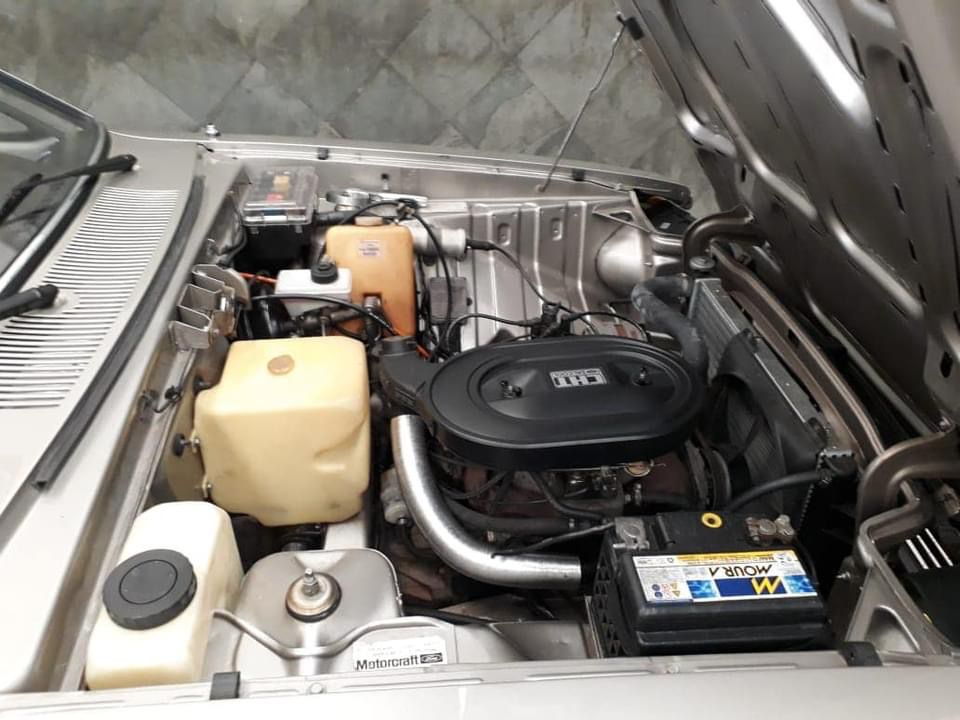
Motor Ford CHT 1.6 em Ford Belina 1986.

### Belina I
O Ford Corcel era propulsionado pelo motor Cléon-Fonte 1.3 de 68 HP, suficiente para os 929 quilos do veículo. Durante os estudos da Belina, a Ford optou por manter o motor Cléon-Fonte 1.3 de 68 HP, porém a perua tinha peso de 994 quilos. Pouco tempo após o lançamento ficou patente a falta de potência do motor 1.3 para uma perua de quase mil quilos. Na linha 1973 a Belina recebeu um motor Cléon-Fonte modificado para 1.4, alcançando 75 HP.
| Ford Belina I             | Ford Belina I     | Ford Belina I    | Ford Belina I        |
| Motor                     | Cilindrada (cm 3) | Potência SAE     | Torque SAE           |
| ------------------------- | ----------------- | ---------------- | -------------------- |
| Cleon 1.3 Gasolina (1970) | 1289              | 68 HP a 5200 rpm | 10,4 mkgf a 3200 rpm |
| XP 1.4 Gasolina (1972)    | 1400              | 75 HP a 5400 rpm | 11,6 mkgf a 3600 rpm |

### Belina II
Em 1979 a Ford redesenhou o bloco do motor e lançou a versão 1.6, com 1555 cc e 70,7 cv, empregada no Corcel e na Belina. Dois anos depois, o motor 1.6 passou a ser oferecido na versão etanol e com partida automática.
| Ford Belina II          | Ford Belina II    | Ford Belina II         | Ford Belina II       |
| Motor                   | Cilindrada (cm 3) | Potência ABNT-NBR 5484 | Torque               |
| ----------------------- | ----------------- | ---------------------- | -------------------- |
| CHT 1.4 Gasolina (1979) | 1372              | 55,7 cv a 4800 rpm     | 11,5 mkgf a 3600 rpm |
| CHT 1.6 Gasolina (1979) | 1555              | 70,7 cv a 5000 rpm     | 13,0 mkgf a 4000 rpm |
| CHT 1.6 Gasolina (1985) | 1555              | 62,7 cv a 5200 rpm     | 11,5 mkgf a 3600 rpm |
| CHT 1.6 Álcool (1985)   | 1555              | 71,7 cv a 5000 rpm     | 11,9 mkgf a 2400 rpm |
| CHT 1.6 Gasolina (1986) | 1555              | 74,6 cv a 5200 rpm     | 12,5 mkgf a 3600 rpm |
| CHT 1.6 Álcool (1986)   | 1555              | 73,3 cv a 5000 rpm     | 12,9 mkgf a 2400 rpm |
| AP 1.8 Gasolina (1990)  |                   | 87 cv a 5200 rpm       | 14,3mkgf a 2.800rpm  |
| AP 1.8 Álcool (1990)    |                   | 93 cv a 5200 rpm       | 12,9 mkgf a 2400 rpm |

## Séries especiais
- Cinco Estrelas: lançada em 1982 para Corcel II e Belina, contava com rodas esportivas, pintura em dourado metálico (havia opção por três outras cores), relógio digital e conta-giros. Nova série foi lançada em 1984 com tom cinza metálico exclusivo, faixas laterais, as mesmas rodas e um bagageiro para a Belina.[70]
- Astro: também de 1985, trazia para o Corcel e a Belina L faixas laterais, o relógio digital de sempre, calotas e revestimento de bancos como o do Escort XR3, além de bagageiro na perua. As cores disponíveis eram prata ou dourado.[70]
- Série Especial: Edição com apenas 1.800 unidades, lançada em 1988. Trata-se de uma versão intermediária entre L e GLX. Diferenciais: bagageiro no teto com acabamento preto, para-choques pretos com borracha protetora, rodas e calotas do modelo GLX, relogio digital e luzes de leitura no teto.[71]

## Na cultura popular
- Na segunda versão de A Grande Família o personagem Agostinho Carrara (interpretado por Pedro Cardoso) dirige um taxi Ford Belina 1972 entre as temporadas 2 e 7.[72]

- Seis peruas Ford Belina foram reformadas no quadro "Lata-Velha" do programa Caldeirão do Huck, sendo um dos veículos mais presentes na atração. Foram reformadas uma Belina I 1977 (2006)[73], Belina II 1983 (2010), Belina II 1986 (2011)[74], Belina II 1978 (2013)[75], Belina II 1979 (2016)[76] e Belina II (2018)[77]